# Шевченківські свята у Москві 1911 року
Шевченківські свята у Москві 1911 року — відзначення у Москві на надзвичайно високому рівні 50-річчя з дня смерті Тараса Шевченка.

## Напередодні року ювілейної дати

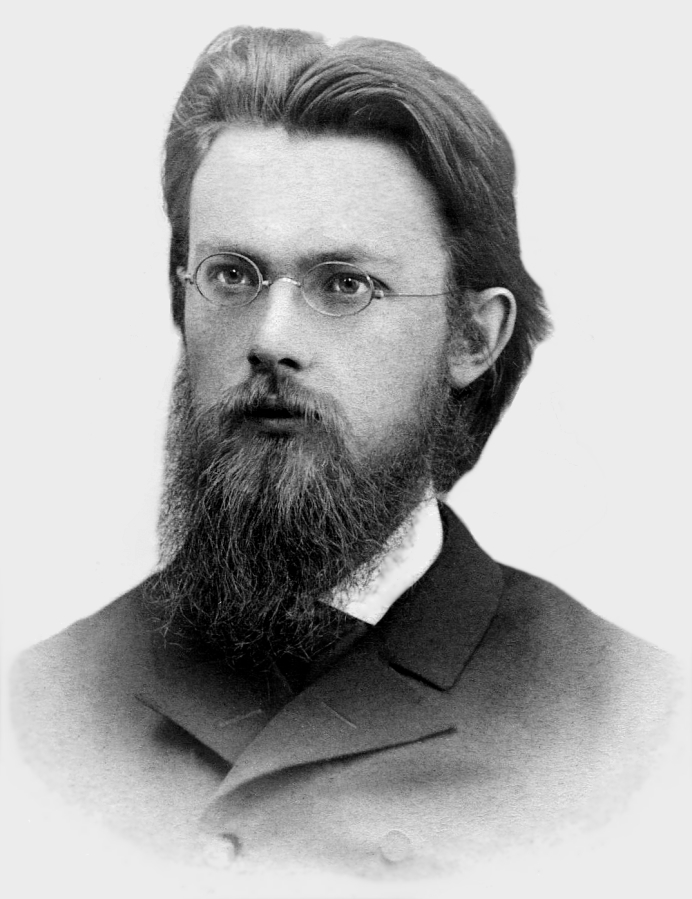
член Комітету Шевченківських свят Верна́дський Володи́мир Іва́нович — український науковець та філософ. Природознавець, засновник геохімії, біогеохімії та радіогеології, вчення про біосферу, ноосферу, космізм. Академік Імператорської Академії наук (від 1909). Проф. Московського університету (від 1898).

«Батько Тарас — бідний колись кріпак — подивись, що сталося: далека Москва, вся Росія прийшли вклонитися твоєму генію і, пам'ятаючи заповіт твій, згадують тебе „не злим тихим словом“» — це слова Сергія Хвостова, секретаря Комітету по відзначення 50-річчя з дня смерті Тараса Шевченка у Москві.
Вперше і востаннє в Російській імперії у Москві було відзначено на такому високому організаційному і представницькому рівні річницю смерті Тараса Шевченка, вперше і востаннє від імені влади до підніжжя бюсту Шевченка було поставлено пишний вінок, вперше такий широкий розголос ювілей мав місце в засобах інформації та серед жителів Москви і всієї Росії.
Задовго до ювілейного року просвітні та громадські організації Москви, перш за все українців — кожна зокрема і в своєму гуртку — підіймали питання про вшанування пам'яті Шевченка і кожна організація планувала виробляти свій план для такого вшанування і здійснювати його своїми власними силами.
Восени 1910 року серед українців Москви поширились розмови про майбутнє національне свято і потребу змобілізувати сили, серед росіян Москви роковини смерті Шевченка теж викликали певну зацікавленість.
3 листопада 1910 року відбулася приватна розмова «старих» українців, молодших та представників української молоді, що навчалась в вищих закладах Москви та було ухвалено рішення про створенню спеціального Комітету для «упорядкування Шевченківських свят в Москві».

Голова Комітету Корш Федір Євгенович, російський і український філолог, перекладач, поет, академік Петербурзької АН з 1900, дійсний член НТШ у Львові

До Комітету увійшли:
- науковці — голова Корш Федір Євгенович  (проф., академік), Вернадський Володимир Іванович (проф., академік), Кримський Агатангел Юхимович (проф., майбутній академік-засновників Української академії наук);
- а також Гіляровський В.О. (співробітник московських періодичних видань), Донець М. І. (співак Київської опери та Оперного театру Зиміна), Веселовський Ю.О. (учитель), Уралов Ілько Матвійович (артист московського Художнього театру), Новицький О.П. (історик мистецтва), архітектор-художник Філянський М.Г., адвокат Хвостов Сергій Михайлович (секретар і скарбничий), Янчук М.А. (редактор часопису «Этнографическое обозрение», проф. української і білоруської літератур у Московському університеті 1919—1921), Яблоновський С.В.[2] (співробітник московської газети «Руське Слово»), Алчевський Іван Олексійович (артист Імператорських театрів).

Пізніше до Комітету ще були кооптовані представники деяких московських організацій.
Комітетом була прийнята програма святкувань, яка пізніше уточнювалась, вирішено питання збору коштів (було зібрано 800 рублів), вирішено питання, що було дуже важливим, участі в святкуваннях Московської Городської Думи, розіслані запрошення до різних московських організацій та редакцій часописів вшанувати пам'ять Шевченка шляхом присилання своїх делегацій.
Послано також такі запрошення в Галичину, Буковину, в Санкт-Петербург, Харків, Київ, Чернігів, Катеринослав, Полтаву, Ніжин, а також всім визначним українським діячам, відомим українським артистам, союзам вчителів, учнівської та студентської молоді.
Всього було розіслано близько 500 запрошень.
Московський Комітет встановив для координації дій зв'язок з подібними Комітетами по організації вшанування 50-ї річниці з дня смерті Шевченка в С-Петербурзі і Києві.

## Виконавча частина Шевченківських свят у Москві 1911 року
Шевченківські свята у Москві 1911 року включали в себе:
- Виставку, яка складалася з експонатів, що мали відношення до Тараса Шевченка: книги, рукописи, малярські твори, листи, фотографії та інше.

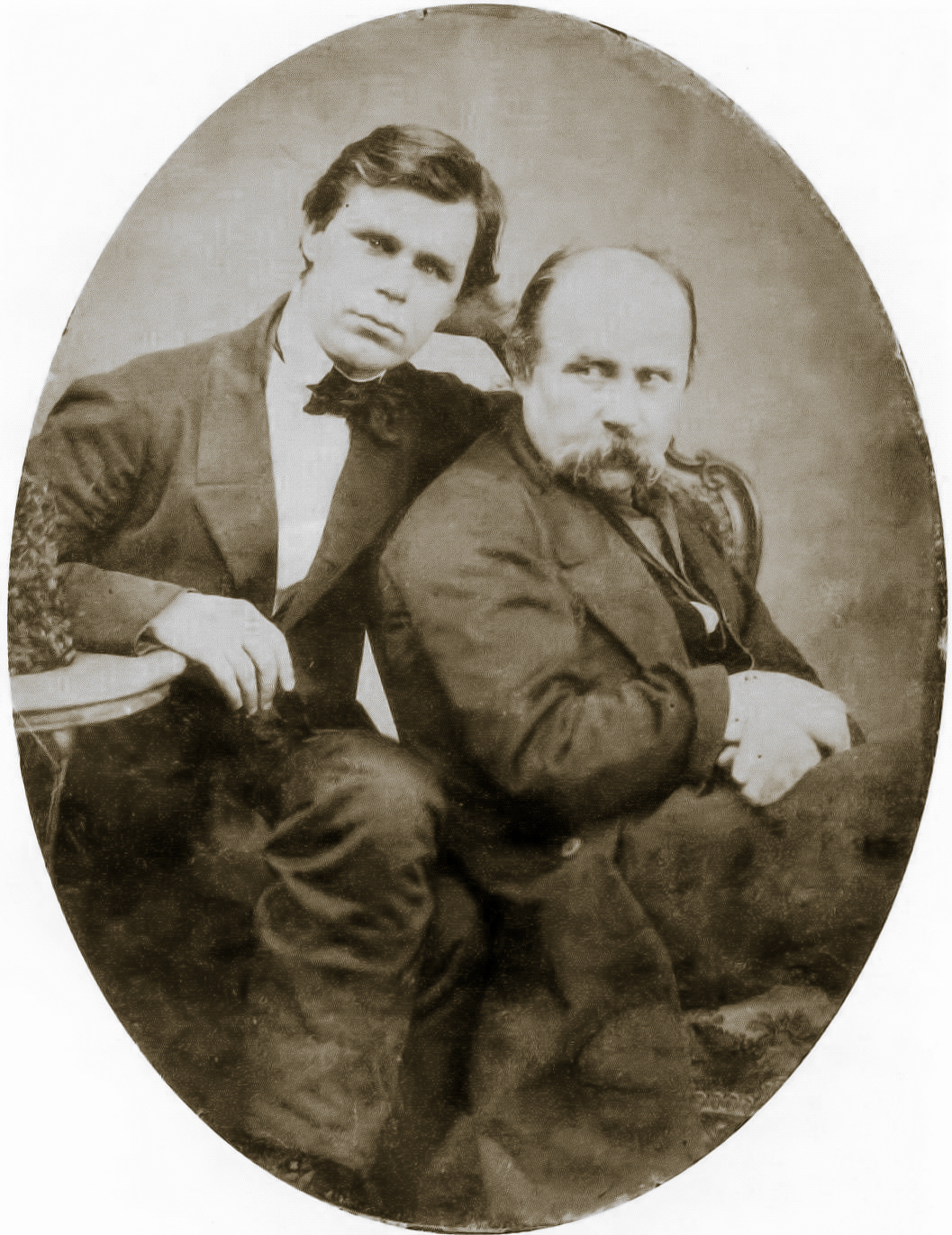
Т. Г. Шевченко з Г. М. Честахівським

Виставка передувала основним урочистостям, запланованими на 26 лютого 1911 року;
- Основних урочистостей 26 лютого 1911 року, які складалися з денного і вечірнього засідань;
- Концерт і вистава за твором Тараса Шевченка (відбулися через декілька днів після основних святкувань).

### Виставка
Виставка була влаштована в приміщенні «Московського училища живописи, ваяния и зодчества» (організатор — член Комітету Олексій Петрович Новицький).
Виставка не тільки виправдала ті надії, які покладалися на неї, але перевищила їх.
Виставка налічувала 656 експонатів.
По відділу рукописів:
22 власноручно написаних листи Шевченка; 8 його записок; 10 віршів, написаних його рукою; 28 надзвичайно цікавих рукописних документів, що мають до нього безпосереднє відношення (прислано їх з Нижнього Новгорода Сеогієм Васильовичем Лазаревським); одинока копія не виданого друком рукописа «Черниця Марьяна» (власність Корсунів); коректура «Кобзаря» 1860 року з власноручними поправками автора (прислано на виставку Ю. Ю. Цвітковським).
По відділу оригінальних малюнків:
1. Портрет невідомого молодого чоловіка, погрудний. Білим і чорним олівцем. Внизу, праворуч, підпис: 1858 Т. Шевченко". Належав І. С. Остроухову з Москви.
2. Загальний вид Олександрівського форта. Каранд. 59х143. Належав І. А. Нікольському з Петербурга.
3. Батарая № 2 в Олександрівському форті. Каранд. 61х113. Теж.
4. Портрет товариша Шевченка по службі в москалях; намальований грає на гітарі. Поясний. — Теж.
5. Портрет українця, погрудний, на фоні кам'яних мурів. Акварель. Приписують Шевченкові. Належить П. П. Коренєву з Москви.
6. Уральський козак верхи. Пастель. По свідченню Н. Н. Черницькому приписують Шевченкові. Належав Т. Т. Тесленкові з Москви.
7. Киргиз верхи. Пастель. По свідченню Н. Н. Чернецького приписують Шевченкові. Належав Н. В. Крушинському.
8. Дві дівчини під вербою з відрами. Офорт.
9. Лихварь. З картини Рембранта. Офорт.
10. Свята сім'я. З картини Мурільо. Офорт.
11. Сама собі господиня. Офорт.
12. Вірсавія. З картини К. П. Брюллова. Офорт.
13. Автопортрет, 1860 р. Офорт.
14. Портрет графа Ф. П. Толстого. Офорт.
15. Портрет барона П. К. Клодт фон Юренсбург. Офорт.

Розпорядчий значок (бейдж) на Шевченківському святі

По відділу літературних творів Шевченка і перекладів їх на чужі мови виділяється величезна колекція І. І. Любімова і в ній копія рукопису «Черниця Мар'яна».
Колекція портретів:
- величезна колекція портретів як самого Шевченка так і його знайомих. Деякі з цих експонатів були раритетом. Колекцію доставили на виставку В. В. Рождественський і С. П. Виноградов;
- колекція фотографій-раритетів, доставлених і зібраних А. Ю. Сластіоном. Останній доставив і гіпсову маску, зняту з померлого Шевченка;
- колекція фотографій Шевченка, доставлених на виставку Є. Ф. Юнге, сучасницею і приятелькою Шевченка. Вона ж доставила на виставку і оригінал листа Костомарова з сумною звісткою про смерть Шевченка.

Виставку відвідало близько 4000 чоловік. Вхід був безплатний. В приміщенні виставки було організовано продаж як каталогів, так і різних портретів Шевченка, жетонів, листовних карток, які мали відношення до Шевченка. Приміщення виставки було оформлено в українському стилі. Розпорядниками на виставці були представники академічної (студентської) молоді, які організували щоденне змінне чергування.

### Основні урочистості 26 лютого 1911 року

#### Панахида
Урочиста панахида була відправлена в «літературній» церкві «Большого Вознесения» (біля Нікітських воріт).
Більшість московських часописів помістила цього дня безплатне оголошення про панахиду і, дякуючи цьому, в церкві було повно народу.
Співав найкращий приватний хор Іванова, одягнутий в святковий одяг.

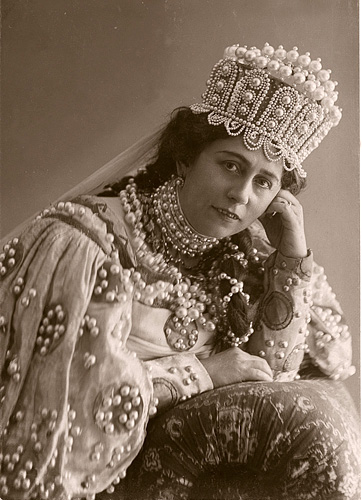
Народна артистка СРСР походженням з України Нежданова Антоніна Василівна

#### Урочисте зібрання
Урочисте зібрання, присвячена пам'яті Тараса Шевченка, відбулося 26 лютого вдень і ввечері в приміщенні «Литературно-Художественного Кружка». Квитки на обидва зібрання були розпродані всі без остатку задовго до 26 лютого, багато бажаючих бути на заході не змогли бути на ньому присутні. Денне зібрання було призначено для короткого вступного слова і привітань. Зал, який розрахований на 1000 місць, був відгороджений від сцени завісою.
Рівно о другій дня завіса поволі відкрилася і присутні в залі побачили гарно оформлену сцену, всю заповнену делегаціями, прибулими на вшанування Тараса Шевченка, на авансцені, за столом — Комітет, а праворуч, в кутку, «приковуючи до себе тисячі очей, потопаючи в тропічних рослинах, серед васильків, колосся та зілля, над усім пануючи — бюст того, кому прийшли всі вклонитися до землі — Тараса Шевченка».
Зібрання відкрив академік Корш Ф.Є. Після «палкої і красиво виголошеної» промови графа де Ла Барта Ф.Г. (приват-доцента Київського Імператорського Університету Святого Володимира) почалися привітання.
Першим виступив вшанувати пам'ять великого поета слов'янства (так він виразився) — член Московської Городської Управи д. Пузиревський, як депутат Московського Городського Магістрату (тобто, від влади). Він поклав до підніжжя погруддя поета гарний великий лавровий вінок з білою стрічкою.
Потім виступали з привітаннями представники російських інституцій, товариств і окремі особи з відповідними «адресами» в папках.
Від «Общества любителей российской словесности», найстарішого товариства Москви, промовляв його голова проф. Грузінський: "Сьогоднішній день, сказав він, дорогим є не тільки для української літератури; тут перед нами, не українець, не представник якоїсь нації, а той самий апостол правди і науки, котрого з такою мукою ждав і кликав сам Шевченко … Бажаючи, по можливості, в міру сил своїх, допомогти ознайомленню всього російського народу з музою українського поета, «Общество любителей россиской словестности» перед нинішнім днем видало — як додаток до існуючих перекладів — новий збірник перекладів з «Кобзаря».
Було відмічено привітання від Чернігівських українців з дуже довгим списком підписів. Але чи не найбільш яскравим і колоритним моментом ранішнього зібрання була промова делегатки від киян д-ки Яновської, багату змістом і яскраву.
В особі Яновської Москва бачила перед собою без вини зневажений в найкращих національних почуттях Київ і сльози в голосі промовниці викликали також сльози на очах у слухачів (Влада Києва створила сильний спротив заходам з підготовки ювілейних свят.).
Далі читалися привітні телеграми з Росії, Галичини і Буковини.
Зібрання закінчилось біля 6-ї години вечора.
О 9-й годині вечора в тому ж приміщенні відбулося вечірнє зібрання, присвячене пам'яті Шевченка, на яке зібралось не менше людей ніж було на денному.
На цьому зібранні були виголошені реферати:
- Проф. Х. Корш. Значення Шевченка серед поетів слов'янства;
- А. І. Калішевський. Мотиви поезії Т. Г. Шевченка;
- О. П. Новіцький. Шевченко, як живописець(Ця доповідь ілюструвалася великою кількістю свтлових картин.).

Заплановані реферати проф. Кримського А.Ю. «Мова творів Шевченка» та Пічети В.І. (майбутній перший ректор Білоруського університету) «Кріпацьке право у творах Шевченка» не були прочитані — Кримський захворів на очі, а д. Пічеті заборонила виступати адміністрація Москви.
Чекали й виступу на зібранні Сергія Єфремова з Києва, але він не зміг прибути.
Вечірнє зібрання відбувалося в тій же емоційній атмосфері, що і денне та закінчилось о першій годині ночі.

Афіша концерту вшанування Тараса Шевченка в Московській консерваторії 5 березня 1911 року

### Концерт і вистава
Остання частина ювілейної програми — ювілейна вистава — була виконана 5 березня 1911 року в приміщенні Московської консерваторії.
Присутнім були запропоновані вистава «Назар Стодоля» та концертна частина.
На особливе прохання Комітету до міністра Імператорського двору було дано дозвіл взяти участь у виставі і концерті артистам Імператорських театрів.
В концерті і виставі взяли участь:
Л. М. Балановська, А. В. Нежданова, Н. С. Єрмоленко, Н. Є. Калиновська-Доктор, М. Є. Малиш-Федорець, С. В. Тобілевич-Кара, Дикій, М. І. Донець, Корольчук, М. В. Лисенко, В. П. Овчінніков, Д. І. Рознатовський, Ф. Б. Павловський, М. К. Садовський, В. І. Розсудов-Кулябко.
Крім того в концерті взяв участь величезний хор — 200 чоловік — під керівництвом В. В. Нікітіна.
Вже з переліку виконавців видно, що вистава 5 березня була незвичайною не тільки для українців, але й в історії московських театрів: найкращі сили української і московської сцени, казенні і приватні, прийшли засвідчити перед пам'яттю Великого Тараса ознаку свого таланту та пошани. Період ювілейних свят був настільки урочистим, а громадянський настрій підвищеним, що деякі визначні сили Імператорської сцени з власної ініціативи взяли участь в ювілейній виставі.
Декорації спеціально для вистави були виготовлені художником Дмитрієвим.
Опис московські газети події урочистого вечора 5 березня:
Програма урочистого вечора почалася з вистави «Назар Стодоля», п'єсу грали чудесно, гра артистів викликала бучні оплески глядачів.
Після закінчення вистави знову підняли завісу і глядачі побачили: на високому березі могила Шевченка, внизу — блистить сивизною Дніпро, все залито червоним світлом сонця України, що тільки починає сходити, по узгір'ю і біля хреста розташувався хор — 200 чоловік.
Наче звуки далекого могутнього органу почулися перші слова: «Як умру, то поховайте» …
Всі присутні встали і серед глибокої тиші вислухали «Заповіт».
В концертній частині взяли участь:
Лисенко М.В., Балановська Л.М., Нежданова А.В., Н. Н. Южина-Єрмоленко, Калиновська-Доктор Н.Є., Рознатовський Д.І., Донець М.І. та Павловський Ф.Б.
Заньковецька М.К. та Алчевський І.О. не змогли приїхати через хворобу.
Закінчився концерт урочистою кантатою Миколи Віталійовича Лисенка «Б'ють пороги», виконаною в присутності автора.
Спектаклем і концертом 5 березня закінчилися Шевченківські свята, «залишивши в душі учасників на все життя глибокі переживання ювілейних днів».
Слід зауважити, що закінчились тільки урочистості, організовані Комітетом, але ще довгий час у Москві проводилось вшанування Тараса Шевченка в окремих товариствах і організаціях: з засіданнями, рефератами, виставками і концертами.

Хор на Шевченківському святі у Москві 5 березня 1911 року з участю Миколи Лисенка

## Адреси і привітання[5]

### Адреси (звернення)
- Від Московського міського громадського управління:

«Московська Міська Дума, на засіданні 22-го сього лютого, одноголосно постановила: в день вшанування пам'яти великого українського поета Т. Г. Шевченка покласти до підніжжя його бюсту вінок від Московського Городського Громадського Управління. …
В сей день вшанування пам'яти великого українського поета побажаємо йому вічної пам'яти, не тільки в Україні, але посеред усіх нас, посеред підростаючого покоління».
- Від Товариства Аматорів Російської Словесности.
- Від Товариства Діячів Періодичного Друку і Письменства.
- Від Наукового Товариства імені Шевченка у Львові.
- Від Товариства Слов'янської Культури в Москві.
- Від української секції при Товаристві Слов'янської Культури у Москві.

Текст привітання від польської секції

- Від Польської секції при Товаристві Слов'янської Культури в Москві[6].
- Від Чеської секції Товариства Слов'янської культури в Москві.
- Від Московського Літературно-Артистичного Гуртка.
- Від Українців міста Києва.
- Від Московського Товариства Грамотности.
- Від Московського Товариства Аматорів Малярства.
- Від Першого Літературно-Драматичного і Музичного Товариства Імені Островського в Москві.
- Від Українського Музично-Драматичного Гуртка «Кобзарь» у Москві.
- Від «Дому Польського» в Москві.
- Від Українського Наукового Товариства у Києві.
- Від Товариства Об'єднання Народностей Росії.
- Від Товариства Піклування про Дітей Народних Учителів і Вчительок в Москві.
- Од Редакції Часопису «Дніпрові Хвилі» у Катеринославі.
- Від Редакції Журналу «Вестник Воспитания».
- Від Товариства Допомоги Позашкільній Освіті.
- Від Московської Музично-Етнографічної Комісії при Московському Університеті.
- Від Редакції «Юной России» й «Педагогического Листка».
- Від Українського Земляцтва та Наукового Гуртка Імені Т. Г. Шевченка при Московському Університеті.
- Від Українського Земляцтва «Просвіта» при Московському Комерційному Інституті.
- Від Гуртка Українок Вищих Жіночих Курсів у Москві.
- Від Студентів Українців Московського Сільськогосподарського Інституту.

Адрес від московського товариства Кобзар

### Письмові привітання
- Від Ради Чернігівського Товариства Сільського Господарства.
- Від Чернігівських Українців.
- Від Товариства «Просвіта» у Львові.
- Від Товариства Руських (українських) Ремісників та Промисловців «Зоря» у Львові.
- Від Товариства «Основа» Українських Студентів Політехніків у Львові.
- Від Іллі Шрага з Чернігова.
- Від Українського Видавництва «Ранок» у Києві.
- Від Управи Приватної Української Гімназії в Рогатині.
- Від Михайла Грушевського.

### Телеграми
- Від редакції «Рідного Краю» в Києві.
- Від редакції «Рада» в Києві.
- Від редакції «Світло» в Києві.
- Від Українсько-Руського гуртка по упорядкуванню Шевченківського свята в Курську.
- Від Українців м. Києва
- Від Житомирського українського товариства «Просвіта».
- Від Сергія Єфремова з Києва.
- Від Одеського Українського Клубу.
- Від Русових з Києва.
- Від Українського Студентського Товариства «Українознавство» в Петербурзі.
- Від «Гуртка Литвознавства» при Петербурзькому університеті.
- Від (добродія, пана) Володського з Чернігова.
- Від Михновського з Харкова.
- Від Спілки Руських Артистів-Малярів з Москви.
- Від Коломийченка з курська.
- Від Синявського з Катеринослава.
- Від Братства Львівських Українців.
- Від редакції «Літературно-наукового вісника» в Києві.
- Від професора Колесси зі Львова.
- Від Соціалістичної молоді у Львові.
- Від товариства «Січ» у Львові.
- Від товариства запомоги учителям у Львові.
- Від товариства Галицьких студентів у Львові.
- Від української гімназії в Яворові (в Галичині).
- Від Львівських гімназистів.
- Від товариства руських слуг «Сила» у Львові.
- Від Руського товариства педагогічного у Львові (школа дівоча ім.. Шевченка).
- Від Руського товариства педагогічного у Львові.
- Від Українських товариств у Яворові.
- Від «Українського крайового союзу шкільного» у Львові.
- Від Івана Крипякевича зі Львова.
- Від д. Кордуби з Чернівців.
- Від Української гімназичної молоді у Львові.
- Від «Учительського товариства у Львові».
- Від гуртка Московських чехів.
- Від жіночого педагогічного кружка (Константина Малицька (голова), Віра Трусевич).

## Бібліографія. Московські газети 26 лютого 1911 року та журнали з ювілейними статтями і рисунками

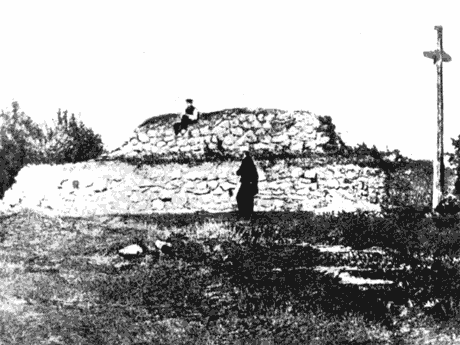
Первісний вигляд могили Шевченка в Каневі

### Газети

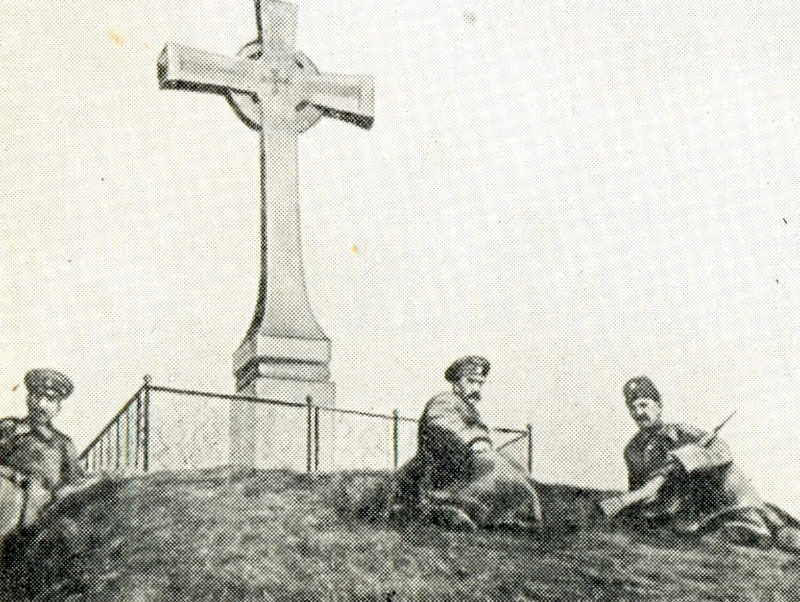
Солдати на могилі Шевченка (1914)

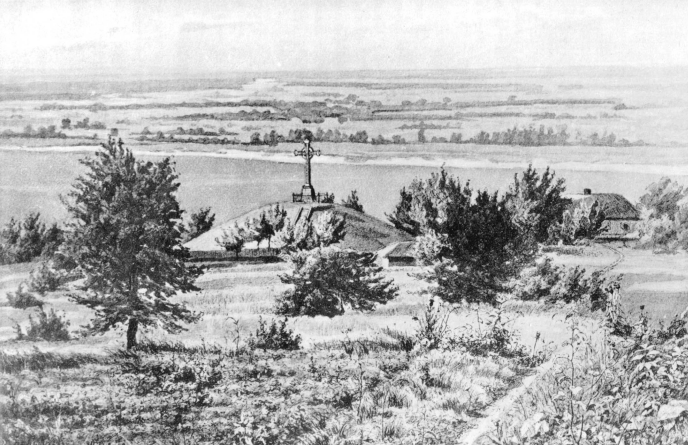
Вид на могилу Тараса Шевченка в Каневі